# Yaracuyanos Fútbol Club
Actualités
Le Yaracuyanos Fútbol Club, plus couramment abrégé en Yaracuyanos FC, est un club de football vénézuélien fondé en 2006 et basé dans la ville de San Felipe. 

## Histoire
Le club est fondé le 20 février 2006, il débute en quatrième division et dès sa première saison est promu en troisième division vénézuélienne. Pour sa deuxième saison et sa première en troisième division le club remporte le championnat 2007-2008 et est donc promu directement en deuxième division.
Lors de la saison 2008-2009, la première en deuxième division, Yaracuyanos termine en milieu de tableau, mais acquiert les droits de l'Unión Atlético Maracaibo en première division.
Le club commence la saison 2009-2010, en première division en jouant ses premiers matchs au stade Farid Richa à Barquisimeto, pendant les travaux de mise en conformité de son propre stade. Yaracuyanos jouera dans son enceinte à partir de la 11e journée.
La saison suivante en 2010-2011, le club termine 8e au tournoi d'ouverture et 11e au tournoi de clôture. Ces bons résultats le qualifie pour le tournoi de qualification pour la Copa Sudamericana, ce qu'ils réussiront à faire.
En 2011-2012, Yaracuyanos fait match nul à domicile contre LDU Quito en Copa Sudamericana 2011 mais s'incline à Quito 0-1 et sera éliminé par le futur finaliste. Sur le plan national, l'équipe termine à la 8e place du classement cumulé, elle dispute de nouveau les barrages pour la Copa Sudamericana mais sera éliminé par le Deportivo Táchira.
En 2014, le club est relégué en deuxième division, il faudra attendre 2019 et le titre de champion de deuxième division pour revenir en première division pour la saison 2020.

## Palmarès
| Compétitions nationales                                |
| ------------------------------------------------------ |
| - Championnat du Venezuela D2 (1) : - Champion : 2019. |